# Міллі Бреді
Камілла Ів Бреді (англ. Camilla Eve Brady), відома як Міллі Бреді (англ. Millie Brady; нар. 24 грудня 1993, Бракнел, Беркшир, Англія) — англійська акторка та модель. Найбільш відома за роллю Етельфледи у драматичному телесеріалі «Останнє королівство» компанії «Netflix». Також знялась у фільмі «Гордість і упередження і зомбі» та психологічному трилері «На поверхні» сервісу «Apple TV+».

## Біографія
Народилась в місті Бракнел, графство Беркшир, Англія, але в дитинстві часто переїжджала по всій країні. З 11 до 18 років навчалася в школі-інтернаті «St Mary's School» в Аскоті. Зацікавившись акторством з юних років, деякий час працювала моделлю в підлітковому віці, щоб зібрати гроші на переїзд до Лондона. Проживає на півночі Лондона зі своєю старшою сестрою Керолайн. У неї є собака на ім'я Луна.

## Кар'єра
На телебаченні дебютувала в другому сезоні серіалу «Містер Селфрідж» на каналі «ITV», пізніше появилась в ролі Джоан Коллінз у фільмі «Легенда». Згодом підписала контракт з «Premier Model Management», вперше вийшла на подіум і взяла участь у рекламній кампанії бренду Miu Miu. У 2015 році вона повинна була зіграти головну роль в телеадаптації роману «Клан печерного ведмедя», однак телеканал «Lifetime» скасував серіал ще до того, як він був запущений у виробництво. У 2016 році зіграла Мері Беннет у комедійному фільмі жахів «Гордість і упередження і зомбі».
Прорив в кар'єрі Емілі відбувся в 2017 році, після приєднання до основного акторського складу серіалу «Останнє королівство» в ролі леді Етельфледи. Пізніше того ж року її запросили на знімання фільму «Король Артур: Легенда меча», в якому вона виконала роль принцеси Каті. Через рік зіграла у фільмі «За мрією». У 2020 році грала в двох мінісеріалах: «White House Farm» на каналі «ITV» у ролі Саллі Джонс та «Roadkill» на «BBC One» у ролі Лілі Лоренс. Згодом з'явилась у телесеріалі «Ферзевий гамбіт» на «Netflix».
У червні 2021 року було оголошено, що Бреді з'явиться в телесеріалі «На поверхні» на Apple TV+, прем'єра якого відбулася 29 липня 2022 року.

## Особисте життя
Хоча вона вважає за краще тримати своє особисте життя в таємниці, стало відомо, що Бреді і учасник гурту «One Direction» Гаррі Стайлс зустрічалися в 2013 і розійшлись того ж року.

## Фільмографія
| Рік       |   | Українська назва               | Оригінальна назва                | Роль            |
| --------- | - | ------------------------------ | -------------------------------- | --------------- |
| 2014      | с | Містер Селфрідж                | Mr Selfridge                     | Віолет Селфрідж |
| 2015      | ф | Легенда                        | Legend                           | Джоан Коллінc   |
| 2016      | ф | Гордість і упередження і зомбі | Pride and Prejudice and Zombies  | Мері Беннет     |
| 2017      | ф | Король Артур: Легенда меча     | King Arthur: Legend of the Sword | Принцеса Катя   |
| 2017—2022 | с | Останнє королівство            | The Last Kingdom                 | Леді Етельфледа |
| 2018      | ф | За мрією                       | Teen Spirit                      | Анастасія       |
| 2019      | ф |                                | Intrigo: Samaria                 | Віра            |
| 2020      | с |                                | White House Farm                 | Саллі Джонс     |
| 2020      | с |                                | Roadkill                         | Лілі Лоуренс    |
| 2020      | с | Ферзевий гамбіт                | The Queen's Gambit               | Клео            |
| 2022      | с | На поверхні                    | Surface                          | Еліза           |
| 2023      | ф |                                | Double Blind                     | Клер            |